# Уитикон
Уи́тикон (нем. Uitikon) — коммуна в Швейцарии, в кантоне Цюрих.
Входит в состав округа Дитикон. Население составляет 3754 человека (на 31 декабря 2007 года). Официальный код — 0248.